# Cacozophera venosa
Cacozophera venosa är en fjärilsart som beskrevs av Dyar 1919. Cacozophera venosa ingår i släktet Cacozophera och familjen mott. Inga underarter finns listade i Catalogue of Life.